# Natação no Campeonato Mundial de Esportes Aquáticos de 2013 - 100 m costas feminino
A prova dos 100 metros costas feminino da natação no Campeonato Mundial de Esportes Aquáticos de 2013 ocorreu nos dias 29 de julho e 30 de julho no Palau Sant Jordi  em Barcelona.

## Recordes
Antes desta competição, os recordes mundiais e do campeonato nesta prova eram os seguintes:
| Tipo                  | Atleta          | Tempo | Local | Data                |
| --------------------- | --------------- | ----- | ----- | ------------------- |
|                       | Gemma Spofforth | 58.12 | Roma  | 28 de julho de 2009 |
| Recorde do campeonato | Gemma Spofforth | 58.12 | Roma  | 28 de julho de 2009 |

## Medalhistas
| Ouro                 | Prata               | Bronze             |
| Missy Franklin (USA) | Emily Seebohm (AUS) | Aya Terakawa (JPN) |

## Resultados

### Eliminatórias
Esses foram os resultados das eliminatórias.
| Pos. | Bateria | Raia | Nadadora                | Nacionalidade  | Tempo   | Notas   |
| ---- | ------- | ---- | ----------------------- | -------------- | ------- | ------- |
| 1    | 4       | 4    | Missy Franklin          | Estados Unidos | 59.13   | Q       |
| 2    | 4       | 6    | Katinka Hosszú          | Hungria        | 59.40   | Q, , WD |
| 3    | 5       | 5    | Elizabeth Pelton        | Estados Unidos | 59.94   | Q       |
| 4    | 3       | 5    | Fu Yuanhui              | China          | 1:00.01 | Q       |
| 5    | 5       | 4    | Emily Seebohm           | Austrália      | 1:00.02 | Q       |
| 6    | 4       | 3    | Simona Baumrtová        | Chéquia        | 1:00.05 | Q       |
| 7    | 3       | 4    | Aya Terakawa            | Japão          | 1:00.09 | Q       |
| 8    | 5       | 3    | Sinead Russell          | Canadá         | 1:00.17 | Q       |
| 9    | 4       | 5    | Belinda Hocking         | Austrália      | 1:00.39 | Q       |
| 10   | 5       | 2    | Daryna Zevina           | Ucrânia        | 1:00.43 | Q       |
| 11   | 4       | 2    | Cloe Credeville         | França         | 1:00.70 | Q       |
| 12   | 3       | 6    | Duane Da Rocha          | Espanha        | 1:00.80 | Q       |
| 13   | 4       | 7    | Zhou Yanxin             | China          | 1:00.99 | Q       |
| 14   | 3       | 1    | Mercedes Peris          | Espanha        | 1:01.19 | Q       |
| 15   | 3       | 3    | Lauren Quigley          | Reino Unido    | 1:01.23 | Q       |
| 16   | 3       | 0    | Karin Prinsloo          | África do Sul  | 1:01.25 | Q       |
| 17   | 4       | 1    | Kimberly Buys           | Bélgica        | 1:01.35 | Q       |
| 18   | 5       | 0    | Carolina Colorado Henao | Colômbia       | 1:01.41 |         |
| 19   | 5       | 6    | Georgia Davies          | Reino Unido    | 1:01.61 |         |
| 20   | 5       | 1    | Eygló Ósk Gústafsdóttir | Islândia       | 1:01.71 |         |

| Ver o restante da classificação | Ver o restante da classificação | Ver o restante da classificação | Ver o restante da classificação | Ver o restante da classificação | Ver o restante da classificação | Ver o restante da classificação |
| Pos.                            | Bateria                         | Raia                            | Nadadora                        | Nacionalidade                   | Tempo                           | Notas                           |
| ------------------------------- | ------------------------------- | ------------------------------- | ------------------------------- | ------------------------------- | ------------------------------- | ------------------------------- |
| 21                              | 3                               | 7                               | Etiene Medeiros                 | Brasil                          | 1:01.75                         |                                 |
| 22                              | 5                               | 9                               | Klaudia Nazieblo                | Polónia                         | 1:01.77                         |                                 |
| 23                              | 5                               | 8                               | María Fernanda González         | México                          | 1:01.84                         |                                 |
| 24                              | 1                               | 9                               | Daria Ustinova                  | Rússia                          | 1:02.04                         |                                 |
| 25                              | 2                               | 5                               | Stephanie Au                    | Hong Kong                       | 1:02.10                         |                                 |
| 26                              | 2                               | 6                               | Gisela Morales                  | Guatemala                       | 1:02.12                         |                                 |
| 27                              | 3                               | 9                               | Yekaterina Rudenko              | Cazaquistão                     | 1:02.49                         |                                 |
| 28                              | 3                               | 2                               | Sayaka Akase                    | Japão                           | 1:02.51                         |                                 |
| 29                              | 4                               | 9                               | Ekaterina Avramova              | Bulgária                        | 1:02.79                         |                                 |
| 30                              | 2                               | 4                               | Halime Zeren                    | Turquia                         | 1:02.91                         |                                 |
| 31                              | 4                               | 8                               | Selina Hocke                    | Alemanha                        | 1:02.94                         |                                 |
| 32                              | 5                               | 7                               | Kristina Steins                 | Canadá                          | 1:03.15                         |                                 |
| 33                              | 3                               | 8                               | Tao Li                          | Singapura                       | 1:03.31                         |                                 |
| 34                              | 2                               | 8                               | Zanre Oberholzer                | Namíbia                         | 1:03.36                         |                                 |
| 35                              | 2                               | 3                               | Yulduz Kuchkarova               | Uzbequistão                     | 1:03.54                         |                                 |
| 36                              | 2                               | 9                               | Tatiana Perstniova              | Moldávia                        | 1:03.59                         |                                 |
| 37                              | 4                               | 0                               | Kim Ji-Hyun                     | Coreia do Sul                   | 1:04.66                         |                                 |
| 38                              | 2                               | 1                               | Karen Vilorio                   | Honduras                        | 1:04.79                         |                                 |
| 39                              | 2                               | 2                               | McKayla Lightbourn              | Bahamas                         | 1:04.97                         |                                 |
| 40                              | 2                               | 0                               | Birita Debes                    | Ilhas Feroé                     | 1:05.64                         | Recorde nacional                |
| 41                              | 2                               | 7                               | Inés Remersaro                  | Uruguai                         | 1:06.70                         |                                 |
| 42                              | 1                               | 4                               | Siona Huxley                    | Santa Lúcia                     | 1:09.05                         |                                 |
| 43                              | 1                               | 3                               | Evelina Afoa                    | Samoa                           | 1:09.11                         |                                 |
| 44                              | 1                               | 5                               | Kuan Weng I                     | Macau                           | 1:09.70                         |                                 |
| 44                              | 1                               | 6                               | Nadeera Jayasekera              | Sri Lanka                       | 1:09.70                         |                                 |
| 46                              | 1                               | 7                               | Caylee Watson                   | Ilhas Virgens Americanas        | 1:09.90                         | Recorde nacional                |
| 47                              | 1                               | 2                               | Elvira Hasanova                 | Azerbaijão                      | 1:10.47                         |                                 |
| 48                              | 1                               | 8                               | Nur Hamizah Ahmad               | Brunei                          | 1:13.25                         |                                 |
| 49                              | 1                               | 1                               | Altansukh Nomin                 | Mongólia                        | 1:18.95                         |                                 |
| 50                              | 1                               | 0                               | Vivie Geneva Chamberlain        | Laos                            | 1:29.16                         |                                 |

### Semifinal
Esses foram os resultados das semifinais. 
Semifinal 1
| Pos. | Raia | Nadadora         | Nacionalidade  | Tempo   | Notas |
| ---- | ---- | ---------------- | -------------- | ------- | ----- |
| 1    | 5    | Emily Seebohm    | Austrália      | 59.38   | Q     |
| 2    | 4    | Elizabeth Pelton | Estados Unidos | 59.44   | Q     |
| 3    | 3    | Aya Terakawa     | Japão          | 59.80   | Q     |
| 4    | 6    | Belinda Hocking  | Austrália      | 1:00.24 | Q     |
| 5    | 7    | Zhou Yanxin      | China          | 1:00.85 |       |
| 6    | 1    | Lauren Quigley   | Reino Unido    | 1:00.96 |       |
| 7    | 2    | Cloe Credeville  | França         | 1:01.16 |       |
| 8    | 8    | Kimberly Buys    | Bélgica        | 1:01.24 |       |

Semifinal 2
| Pos. | Raia | Nadadora         | Nacionalidade  | Tempo   | Notas |
| ---- | ---- | ---------------- | -------------- | ------- | ----- |
| 1    | 4    | Missy Franklin   | Estados Unidos | 59.31   | Q     |
| 2    | 5    | Fu Yuanhui       | China          | 59.82   | Q     |
| 3    | 2    | Daryna Zevina    | Ucrânia        | 59.90   | Q,    |
| 4    | 3    | Simona Baumrtová | Chéquia        | 59.99   | Q, =  |
| 5    | 6    | Sinead Russell   | Canadá         | 1:00.37 |       |
| 6    | 7    | Duane Da Rocha   | Espanha        | 1:00.53 |       |
| 7    | 8    | Karin Prinsloo   | África do Sul  | 1:01.05 |       |
| 8    | 1    | Mercedes Peris   | Espanha        | 1:01.59 |       |

### Final
Esse foi o resultado da final. 
| Pos.              | Raia | Nadadora         | Nacionalidade  | Tempo   | Notas            |
| ----------------- | ---- | ---------------- | -------------- | ------- | ---------------- |
| Medalha de ouro   | 4    | Missy Franklin   | Estados Unidos | 58.42   |                  |
| Medalha de prata  | 5    | Emily Seebohm    | Austrália      | 59.06   |                  |
| Medalha de bronze | 6    | Aya Terakawa     | Japão          | 59.23   |                  |
| 4                 | 3    | Elizabeth Pelton | Estados Unidos | 59.45   |                  |
| 5                 | 2    | Fu Yuanhui       | China          | 59.61   |                  |
| 6                 | 1    | Simona Baumrtová | Chéquia        | 59.84   | Recorde nacional |
| 7                 | 7    | Daryna Zevina    | Ucrânia        | 1:00.16 |                  |
| 8                 | 8    | Belinda Hocking  | Austrália      | 1:00.29 |                  |

Legenda
| Recorde mundial       | Recorde mundial (World record)               |                       | Recorde africano                      | Recorde africano (African) |                                           | Q | Classificado por posição (Qualified) |
| Recorde do campeonato | Recorde do campeonato (Championship record)  | Recorde da América    | Recorde da América (Americas)         | q                          | Classificado por melhor tempo (Qualified) |   |                                      |
| Melhor marca do ano   | Melhor marca do ano (World leading)          | Recorde asiático      | Recorde asiático (Asian)              | DNS                        | Não largou (Did not start)                |   |                                      |
| Recorde nacional      | Recorde nacional (National record)           | Recorde europeu       | Recorde europeu (European)            | DNF                        | Não terminou (Did not finish)             |   |                                      |
| Recorde pessoal       | Recorde pessoal do atleta (Personal best)    | Recorde da Oceania    | Recorde da Oceania (Oceania)          | DSQ / DQ                   | Desclassificado (Disqualified)            |   |                                      |
| Recorde da temporada  | Recorde da temporada do atleta (Season best) | Recorde sul-americano | Recorde sul-americano (South America) | NM                         | Sem marca (No mark)                       |   |                                      |